# Lista de episódios de Bella e os Bulldogs
Segue abaixo a lista de episódios da série Bella e os Bulldogs, uma comédia americana que vai ao ar na Nickelodeon. A série foi criada por Jonathan Butler e Gabriel Garza. Estreou em 17 de janeiro de 2015, e até agora conta com duas temporadas.

## Resumo
| Temporada | Temporada | Episódios | Exibição Original      | Exibição Original   | Exibição no Brasil  | Exibição no Brasil    | Exibição em Portugal | Exibição em Portugal   |
| Temporada | Temporada | Episódios | Início de temporada    | Final de temporada  | Início de temporada | Final de temporada    | Início de temporada  | Final de temporada     |
| --------- | --------- | --------- | ---------------------- | ------------------- | ------------------- | --------------------- | -------------------- | ---------------------- |
|           | 1         | 20        | 17 de janeiro de 2015  | 30 de maio de 2015  | 16 de abril de 2015 | 19 de outubro de 2015 | 26 de junho de 2015  | 22 de dezembro de 2015 |
|           | 2         | 20        | 23 de setembro de 2015 | 25 de junho de 2016 | 14 de abril de 2016 | 12 de agosto de 2016  | 9 de julho de 2016   | 14 de agosto de 2016   |

## 1º Temporada (2015)
| #  | Titulo                                                                         | Dirigido por     | Escrito por                                        | Exibição original                          | Código de produção | Audiência (em milhões) |
| -- | ------------------------------------------------------------------------------ | ---------------- | -------------------------------------------------- | ------------------------------------------ | ------------------ | ---------------------- |
| 1  | "A Nova Quarterback, Parte 1" "Newbie QB, Part 1"                              | Johnathan Judge  | Jonathan Butler Gabriel Garza                      | 17 de janeiro de 2015 16 de abril de 2015  | 101                | 2.52                   |
| 2  | "A Nova Quarterback, Parte 2" "Newbie QB, Part 2"                              | Johnathan Judge  | Jeff Bushell Steven Peterman                       | 17 de janeiro de 2015 16 de abril de 2015  | 102                | 2.52                   |
| 3  | "Que Fofoca, Menina!" "That's Some Gossip, Girl"                               | Shannon Flynn    | Jay J. Demopoulos                                  | 24 de janeiro de 2015 4 de maio de 2015    | 103                | 1.84                   |
| 4  | "Bonita e Fedorenta" "Pretty in Stink"                                         | Shannon Flynn    | Rick Williams Jenna McGrath                        | 31 de janeiro de 2015 5 de maio de 2015    | 106                | 1.46                   |
| 5  | "Festival do Texas" "Text Fest"                                                | Eric Dean Seaton | Jonathan Butler Gabriel Garza                      | 7 de fevereiro de 2015 6 de maio de 2015   | 109                | 1.64                   |
| 6  | "Dançando na Edzone" "Dancing in the Endzone"                                  | Shannon Flynn    | Jennifer Joyce                                     | 14 de fevereiro de 2015 7 de maio de 2015  | 104                | 1.87                   |
| 7  | "Esse é o Meu Tri-Five" "That's My Tri-Five!"                                  | Shannon Flynn    | Carly Althoff                                      | 28 de fevereiro de 2015 11 de maio de 2015 | 105                | 2.04                   |
| 8  | "Semana das Despedidas" "A Good Bye Week"                                      | Sean Lambert     | Peter Dirksen Jonathan Howard                      | 7 de março de 2015 12 de maio de 2015      | 108                | 1.67                   |
| 9  | "Desafio de Amizade" "Bromantically Challenged"                                | Eric Dean Seaton | Katie Greenway                                     | 14 de março de 2015 13 de maio de 2015     | 107                | 1.69                   |
| 10 | "Tornado Assustador" "Tornado"                                                 | Alex Winter      | Jeffrey Bushell, Jenna McGrath, & Rick Williams    | 21 de março de 2015 14 de maio de 2015     | 110                | 1.66                   |
| 11 | "Passe Imcompleto" "Incomplete Pass"                                           | Trevor Kirschner | TBA                                                | 23 de março de 2015 1 de junho de 2015     | 111                | 1.30                   |
| 12 | "Quarterback em Segundo Plano/Quarterback nas Bancadas" "Backseat Quarterback" | Sean K. Lambert  | Peter Dirksen Jonathan Howard                      | 4 de abril de 2015 8 de junho de 2015      | 112                | 1.49                   |
| 13 | "Par Traidor" "Traitor Dater"                                                  | Sean K. Lambert  | Katie Greenway Jennifer Joyce                      | 11 de abril de 2015 15 de junho de 2015    | 113                | 2.13                   |
| 14 | "Amiguinhos Bulldogs/Bulldogs Amigos" "Bulldog Buddies"                        | Sean K. Lambert  | Peter Dirksen Jonathan Howard                      | 18 de abril de 2015 31 de agosto de 2015   | 114                | 1.64                   |
| 15 | "Player Hater"                                                                 | Sean K. Lambert  | Katie Greenway, Jennifer Joyce e Rick Williams     | 25 de abril de 2015 1 de setembro de 2015  | 115                | 1.49                   |
| 16 | "Torcendo pelo Newt/Parabéns ao Newt" "Root for Newt"                          | Eric Dean Seaton | Blake J. Williger                                  | 2 de maio de 2015 2 de setembro de 2015    | 118                | 1.23                   |
| 17 | "A Derrota Dos Bulldogs" "Bulldog Blues"                                       | Trevor Kirschner | Jonathan Butler, Gabriel Garza e Jay J. Demopoulos | 9 de maio de 2015 3 de setembro de 2015    | 117                | 1.63                   |
| 18 | "Chutando e Planejando" "Kicking and Scheming"                                 | Trevor Kirschner | Jef Bushell                                        | 16 de maio de 2015 4 de setembro de 2015   | 116                | 1.56                   |
| 19 | "Tostada" "Third Degree Ba-Burn"                                               | Trevor Kirschner | Zach Butler                                        | 23 de maio de 2015 8 de outubro de 2015    | 120                | 1.09                   |
| 20 | "Proibido Para Meninas/Não são permitidas Raparigas" "No Girls Allowed"        | Jonathan Judge   | Katie Greenway                                     | 30 de maio de 2015 19 de outubro de 2015   | 119                | 1.39                   |

## 2º Temporada (2015 - 2016)
| #T | Titulo                                                          | Dirigido por       | Escrito por                                                     | Exibição original                          | Código de produção | Audiência (em milhões) |
| -- | --------------------------------------------------------------- | ------------------ | --------------------------------------------------------------- | ------------------------------------------ | ------------------ | ---------------------- |
| 1  | "Grande Enganador" "Wide Receiver"                              | Johnathan Judge    | Jonathan Butler & Gabriel Garza                                 | 30 de setembro de 2015 16 de maio de 2016  | 201                | 1.49                   |
| 2  | "Noite das Meninas" "Girls Night"                               | Sean K. Lambert    | Jeff Bushell & Steven Peterman                                  | 07 de outubro de 2015 17 de maio de 2016   | 203                | 1.21                   |
| 3  | "Falta Pessoal" "Personal Foul"                                 | Sean Lambert       | Jeffrey Bushell                                                 | 14 de outubro de 2015 18 de maio de 2016   | 205                | 1.31                   |
| 4  | "Semana de Apreciação" "Rally Week"                             | Trevor Kirschner   | Jennifer Joyce                                                  | 21 de outubro de 2015 19 de maio de 2016   | 204                | 1.32                   |
| 5  | "Sha-Bu!-La!" "Sha-Boo! Ya"                                     | Sean Lambert       | Patrick Bottaro                                                 | 28 de outubro de 2015 2016                 | 202                | 1.21                   |
| 6  | "Quem Acabou com o Festival do Texas?" "Who Killed Tex Fest?"   | Trevor Kirschner   | Sasha Stroman                                                   | 04 de novembro de 2015 6 de junho de 2016  | 208                | 1.30                   |
| 7  | "Garotos & Pintinhos" "Boys & Chiks"                            | John Whitesell     | Katie Greenway                                                  | 11 de novembro de 2015 14 de abril de 2016 | 207                | 1.54                   |
| 8  | "Encontros Demais" "Two Many Dates"                             | Jody Margolin Hahn | Jay J. Demopoulos                                               | 18 de novembro de 2015 7 de junho de 2016  | 209                | 1.67                   |
| 10 | "Pais & Pigskins" "Parents & Pigskins"                          | Sean Lambert       | Zach Butler                                                     | 11 de março de 2016 18 de julho de 2016    | 212                | 1.66                   |
| 11 | "Glitz & Grit" "Glitz & Grit"                                   | Shannon Flynn      | Jonathan Butler Gabriel Garza                                   | 26 de março de 2016 18 de julho de 2016    | 210                | 1.30                   |
| 12 | "Não aceite nenhum substituto" "Accept no Substitutes"          | Trevor Kirschner   | Matthew Poisson                                                 | 2 de abril de 2016 19 de julho de 2016     | 213                | 1.39                   |
| 13 | "Te amo, Hunter Hayes!" "I love you,Hunter Hayes!"              | Shannon Flynn      | Rick Williams Jenna McGrath                                     | 09 de abril de 2016 8 de junho de 2016     | 206                | 1.30                   |
| 14 | "Grupo de Três" "Party of Three"                                | Shannon Flynn      | Peter Dirksen Jonathan Howard                                   | 16 de abril de 2016 19 de julho de 2016    | 215                | 1.19                   |
| 15 | "Vovó Malvada" "Bad Grandma"                                    | Sean Lambert       | Jennifer Joyce                                                  | 23 de abril de 2015 12 de julho de 2016    | 211                | 1.11                   |
| 16 | "Bella em Destaque" "Bella in the Spotlight"                    | Sam Orender        | Sasha Stroman                                                   | 30 de abril de 2016 08 de agosto de 2016   | 216                | 1.31                   |
| 17 | "Ultrapassando o Record de Daggone" "Daggone Record Breaker"    | Trevor Kirschner   | Jay J. Demopoulos                                               | 7 de maio de 2016 09 de agosto de 2016     | 217                | 0.90                   |
| 18 | "Uma atitude não esperada" "Tailgating"                         | Jeff Bushell       | Jonathan Butler & Gabriel Garza Jonathan Howard & Peter Dirksen | 4 de junho de 2016 10 de agosto de 2016    | 220                | 1.31                   |
| 19 | "Ah Meu amor, Esse será o PLayoffs" Oh Baby, It's the Playoffs" | Jonathan Judge     | Katie Greenway                                                  | 11 de junho de 2016 11 de agosto de 2016   | 218                | 1.14                   |
| 20 | "Maior Jogo, sempre!" ""Biggest. Game. Ever.""                  | Jonathan Judge     | Jeff Bushell                                                    | 25 de junho de 2016 12 de agosto de 2016   | 219                | 1.49                   |

## Ligação externa
- «Página oficial»
- Lista de episódios de Bella e os Bulldogs. no IMDb.